# Calcio ai Giochi della XIV Olimpiade
Il torneo di calcio della XIV Olimpiade fu il nono torneo olimpico e l'ultimo ad essere disputato dalle nazionali maggiori. Si svolse dal 26 luglio al 13 agosto 1948 a Londra e vide la vittoria per la prima volta della Svezia.
Per decisione della FIFA questa edizione viene considerata l'ultima alla quale parteciparono le nazionali maggiori: a partire da Helsinki 1952 - infatti - le nazionali che partecipano ai Giochi olimpici non vengono più considerate nazionali maggiori e si dicono nazionali olimpiche. Potevano essere impiegati solo calciatori dilettanti.

## Squadre partecipanti

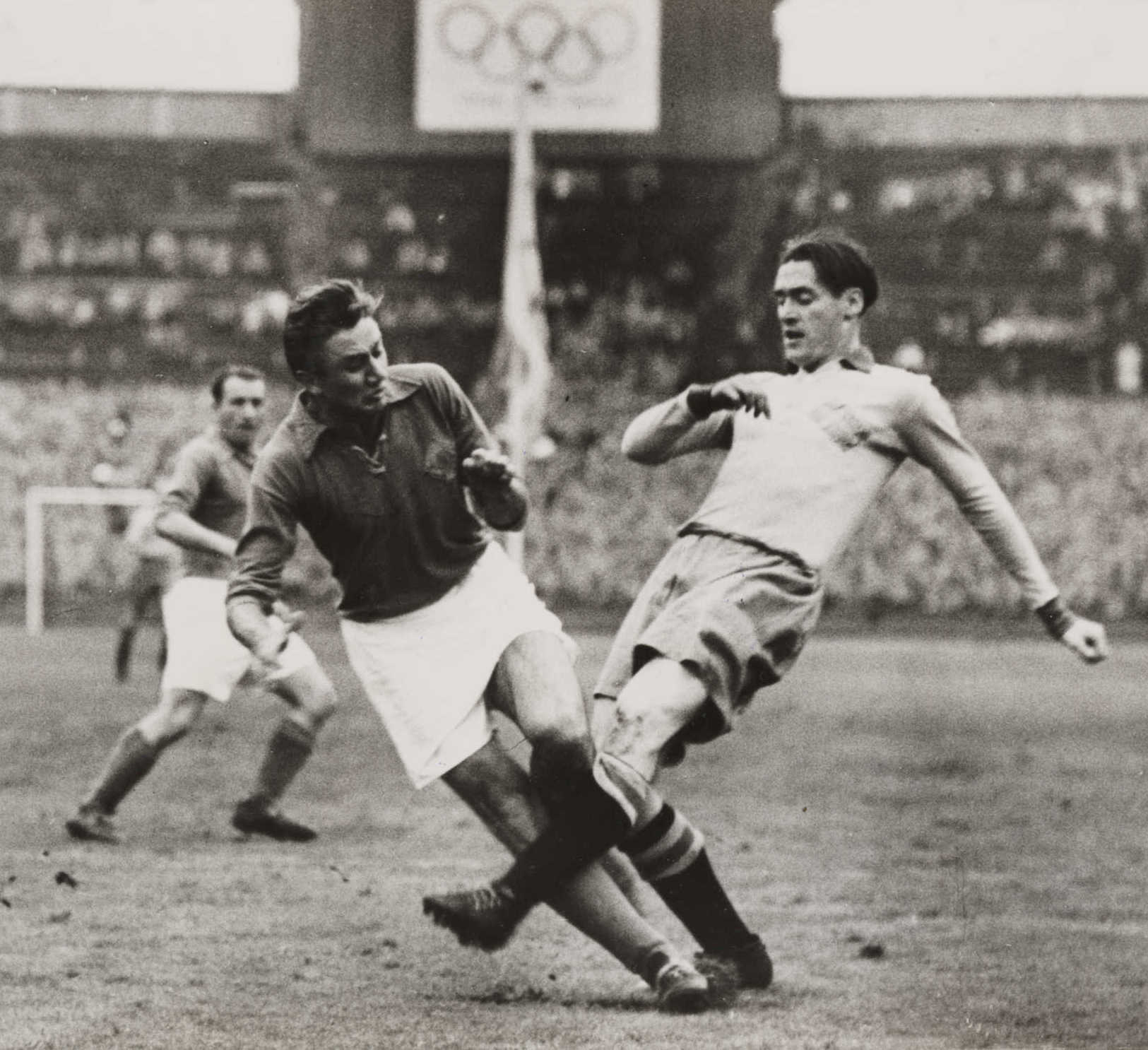
Un momento della finale per l'oro tra la Svezia e la Jugoslavia

| Squadre            | Confederazione | Ultima apparizione | Miglior risultato                                             |
| ------------------ | -------------- | ------------------ | ------------------------------------------------------------- |
| Afghanistan        | nessuna        | Esordiente         | -                                                             |
| Austria            | nessuna        | Berlino 1936       | Argento (Berlino 1936)                                        |
| Corea del Sud      | nessuna        | Esordiente         | -                                                             |
| Danimarca          | nessuna        | Anversa 1920       | Argento (Londra 1908 e Stoccolma 1912)                        |
| Egitto             | nessuna        | Berlino 1936       | Quarto posto (Amsterdam 1928)                                 |
| Francia            | nessuna        | Amsterdam 1928     | Semifinali (Londra 1908 e Anversa 1920)                       |
| India              | nessuna        | Esordiente         | -                                                             |
| Irlanda            | nessuna        | Parigi 1924        | Quarti di finale (Parigi 1924)                                |
| Italia             | nessuna        | Berlino 1936       | Oro (Berlino 1936)                                            |
| Jugoslavia         | nessuna        | Amsterdam 1928     | Ottavi di finale (Amsterdam 1928)                             |
| Lussemburgo        | nessuna        | Berlino 1936       | Ottavi di finale (Parigi 1924, Amsterdam 1928 e Berlino 1936) |
| Messico            | NAFC           | Amsterdam 1928     | Ottavi di finale (Amsterdam 1928)                             |
| Paesi Bassi        | nessuna        | Amsterdam 1928     | Bronzo (Londra 1908, Stoccolma 1912 e Anversa 1920)           |
| Regno Unito        | nessuna        | Berlino 1936       | Oro (Londra 1908 e Stoccolma 1912)                            |
| Repubblica di Cina | nessuna        | Berlino 1936       | Ottavi di finale (Berlino 1936)                               |
| Stati Uniti        | NAFC           | Berlino 1936       | Ottavi di finale (Parigi 1924, Amsterdam 1928 e Berlino 1936) |
| Svezia             | nessuna        | Berlino 1936       | Bronzo (Amsterdam 1928)                                       |
| Turchia            | nessuna        | Berlino 1936       | Ottavi di finale (Amsterdam 1928 e Berlino 1936)              |

## Formula
Il torneo prevedeva un turno preliminare di qualificazione per determinare le ultime due squadre che avrebbero avuto accesso agli ottavi di finale. Successivamente era prevista una formula ad eliminazione diretta, composta da ottavi di finale, quarti di finale, semifinali e finali per il 3º posto e per il 1º posto.

## Risultati

### Turno di qualificazione
| Arbitro: | Williams |

|                              |           |  |
| Gales Schammel Kettel Paulus | Marcatori |  |

| Arbitro: | Reader |

|                              |           |             |
| Wilkes 1’ 74’ Roosenburg 11’ | Marcatori | 52’ O'Kelly |

### Tabellone principale
|  | Ottavi di finale   | Ottavi di finale |             |   | Quarti di finale          | Quarti di finale          |           |           | Semifinali | Semifinali |  |  | Finale | Finale |
|  |                    |                  |             |   |                           |                           |           |           |            |            |  |  |        |        |
|  | 31 luglio          |                  |             |   |                           |                           |           |           |            |            |  |  |        |        |
|  |                    |                  |             |   |                           |                           |           |           |            |            |  |  |        |        |
|  | Regno Unito        | 4                |             |   |                           |                           |           |           |            |            |  |  |        |        |
|  | Regno Unito        | 4                | 5 agosto    |   |                           |                           |           |           |            |            |  |  |        |        |
|  | Paesi Bassi        | 3                |             |   |                           |                           |           |           |            |            |  |  |        |        |
|  | Paesi Bassi        | 3                | Regno Unito | 1 |                           |                           |           |           |            |            |  |  |        |        |
|  | 31 luglio          |                  | Regno Unito | 1 |                           |                           |           |           |            |            |  |  |        |        |
|  |                    | Francia          | 0           |   |                           |                           |           |           |            |            |  |  |        |        |
|  | Francia            | Francia          | 0           | 2 |                           |                           |           |           |            |            |  |  |        |        |
|  | Francia            |                  | 11 agosto   | 2 |                           |                           |           |           |            |            |  |  |        |        |
|  | India              | 1                |             |   |                           |                           |           |           |            |            |  |  |        |        |
|  | India              | 1                | Regno Unito | 1 |                           |                           |           |           |            |            |  |  |        |        |
|  | 2 agosto           |                  | Regno Unito | 1 |                           |                           |           |           |            |            |  |  |        |        |
|  |                    | Jugoslavia       | 3           |   |                           |                           |           |           |            |            |  |  |        |        |
|  | Turchia            | Jugoslavia       | 3           | 4 |                           |                           |           |           |            |            |  |  |        |        |
|  | Turchia            | 5 agosto         |             | 4 |                           |                           |           |           |            |            |  |  |        |        |
|  | Repubblica di Cina | 0                |             |   |                           |                           |           |           |            |            |  |  |        |        |
|  | Repubblica di Cina | 0                | Turchia     | 1 |                           |                           |           |           |            |            |  |  |        |        |
|  | 31 luglio          |                  | Turchia     | 1 |                           |                           |           |           |            |            |  |  |        |        |
|  |                    | Jugoslavia       | 3           |   |                           |                           |           |           |            |            |  |  |        |        |
|  | Jugoslavia         | Jugoslavia       | 3           | 6 |                           |                           |           |           |            |            |  |  |        |        |
|  | Jugoslavia         |                  | 13 agosto   | 6 |                           |                           |           |           |            |            |  |  |        |        |
|  | Lussemburgo        | 1                |             |   |                           |                           |           |           |            |            |  |  |        |        |
|  | Lussemburgo        | 1                | Jugoslavia  | 1 |                           |                           |           |           |            |            |  |  |        |        |
|  | 31 luglio          |                  | Jugoslavia  | 1 |                           |                           |           |           |            |            |  |  |        |        |
|  |                    | Svezia           | 3           |   |                           |                           |           |           |            |            |  |  |        |        |
|  | Danimarca          | Svezia           | 3           | 3 |                           |                           |           |           |            |            |  |  |        |        |
|  | Danimarca          | 5 agosto         |             | 3 |                           |                           |           |           |            |            |  |  |        |        |
|  | Egitto             | 1                |             |   |                           |                           |           |           |            |            |  |  |        |        |
|  | Egitto             | 1                | Danimarca   | 5 |                           |                           |           |           |            |            |  |  |        |        |
|  | 2 agosto           |                  | Danimarca   | 5 |                           |                           |           |           |            |            |  |  |        |        |
|  |                    | Italia           | 3           |   |                           |                           |           |           |            |            |  |  |        |        |
|  | Italia             | Italia           | 3           | 9 |                           |                           |           |           |            |            |  |  |        |        |
|  | Italia             |                  | 10 agosto   | 9 |                           |                           |           |           |            |            |  |  |        |        |
|  | Stati Uniti        | 0                |             |   |                           |                           |           |           |            |            |  |  |        |        |
|  | Stati Uniti        | 0                | Danimarca   | 2 |                           |                           |           |           |            |            |  |  |        |        |
|  | 2 agosto           |                  | Danimarca   | 2 |                           |                           |           |           |            |            |  |  |        |        |
|  |                    | Svezia           | 4           |   | Finale per il terzo posto | Finale per il terzo posto |           |           |            |            |  |  |        |        |
|  | Svezia             | Svezia           | 4           | 3 | Finale per il terzo posto | Finale per il terzo posto |           |           |            |            |  |  |        |        |
|  | Svezia             | 5 agosto         | 5 agosto    | 3 |                           |                           | 13 agosto | 13 agosto |            |            |  |  |        |        |
|  | Austria            | 5 agosto         | 5 agosto    | 0 |                           |                           | 13 agosto | 13 agosto |            |            |  |  |        |        |
|  | Austria            | Svezia           | 12          | 0 | Danimarca                 | 5                         |           |           |            |            |  |  |        |        |
|  | 2 agosto           | Svezia           | 12          |   | Danimarca                 | 5                         |           |           |            |            |  |  |        |        |
|  |                    | Corea del Sud    | 0           |   | Regno Unito               | 3                         |           |           |            |            |  |  |        |        |
|  | Messico            | Corea del Sud    | 0           | 3 | Regno Unito               | 3                         |           |           |            |            |  |  |        |        |
|  | Messico            |                  |             | 3 |                           |                           |           |           |            |            |  |  |        |        |
|  | Corea del Sud      | 5                |             |   |                           |                           |           |           |            |            |  |  |        |        |
|  | Corea del Sud      | 5                |             |   |                           |                           |           |           |            |            |  |  |        |        |

#### Ottavi di finale
| Arbitro: | van der Meer |

|                                                                        |           |              |
| Stanković 57’ Mihajlović 61’ Že. Čajkovski 65’ 70’ Mitić 74’ Bobek 87’ | Marcatori | 10’ Schammel |

| Arbitro: | Boardman |

|                                        |           |               |
| Hansen K.A. 82’ 95’ Ploger 119’ (rig.) | Marcatori | 83’ El Guindy |

| Arbitro: | Laursen |

|                                                     |           |                         |
| McBain 22’ Hardisty 58’ Kelleher 77’ McIlvenny 111’ | Marcatori | 9’ 63’ Appel 81’ Wilkes |

| Arbitro: | Dahlner |

|                           |           |           |
| Courbin 30’ Persillon 89’ | Marcatori | 70’ Raman |

| Arbitro: | Beck |

|                                              |           |  |
| Kılıç 18’ 61’ Saygun 72’ Küçükandonyadis 87’ | Marcatori |  |

| Arbitro: | Ling |

|                             |           |  |
| G. Nordahl 2’ 10’ Rosen 71’ | Marcatori |  |

| Arbitro: | Lemesić |

|                                    |           |                                                                              |
| Cárdenas 23’ Figueroa 85’ Ruiz 89’ | Marcatori | 13’ Choi Song-Gon 30’ Bai Chon-Go 63’ 66’ Chung Kook-Chin 87’ Chung Nam-Sick |

| Arbitro: | De La Salle |

|                                                                                     |           |  |
| Pernigo 2’ 57’ 88’ 90’ Stellin 25’ (rig.) Turconi 46’ Cavigioli 72’ 87’ Caprile 89’ | Marcatori |  |

#### Quarti di finale
| Arbitro: | Sdez |

|             |           |                                       |
| Gülesin 33’ | Marcatori | 21’ Že. Čajkovski 60’ Bobek 80’ Wölfl |

| Arbitro: | Carpani |

|                                                                                         |           |  |
| Liedholm 11’ 62’ G. Nordahl 25’ 40’ 78’ 80’ Gren 27’ Carlsson 61’ 64’ 82’ Rosen 72’ 85’ | Marcatori |  |

| Arbitro: | van der Meer |

|              |           |  |
| Hardisty 29’ | Marcatori |  |

| Arbitro: | Ling |

|                                      |           |                             |
| Hansen J. 30’ 53’ 74’ 82’ Ploger 84’ | Marcatori | 50’ 67’ Caprile 81’ Pernigo |

#### Semifinali
| Arbitro: | Boardman |

|                          |           |                                |
| Seebach 3’ Hansen J. 77’ | Marcatori | 18’ 42’ Carlsson 31’ 37’ Rosen |

| Arbitro: | van der Meer |

|             |           |                               |
| Donovan 20’ | Marcatori | 19’ Bobek 24’ Wölfl 48’ Mitić |

#### Finale per il 3º posto
| Arbitro: | van der Meer |

|                                              |           |                                 |
| Præst 12’ 49’ J. Hansen 16’ 77’ Sørensen 41’ | Marcatori | 5’ Aitken 33’ Hardisty 63’ Amor |

#### Finale per il 1º posto
| Arbitro: | Ling |

| |            | |
| Bobek 42’ | Marcatori  | 24’ 67’ (rig.) Gren 48’ G. Nordahl |
| · Lovrić · Brozović · Stanković · Zl. Čajkovski · Jovanović · Atanacković · Cimermančić · Mitić · Bobek · Že. Čajkovski · Vukas · A disposizione: · Šoštarič · Mihajlović · Kacijan · Broketa · Takač · Matošić · Jazbinšek · Palfi · Petrović · Wölfl · Tomašević | Formazioni | Lindberg K. Nordahl E. Nilsson Rosengren B. Nordahl Andersson Rosén Gren G. Nordahl Carlsson Liedholm A disposizione: Jönsson Emanuelsson Svensson Bengtsson S. Nilsson Leander Nyström |
| Arsenijević | Allenatori | Raynor |

## Classifica finale
| Classifica | Classifica         | Classifica |
| ---------- | ------------------ | --- |
|            | Svezia             | SveziaP Lindberg, P Svensson, D Emanuelsson, D E. Nilsson, C Andersson, C Bengtsson, C Leander, C B. Nordahl, C K. Nordahl, C Rosén, C Rosengren, A Carlsson, A Gren, A Jönsson, A Liedholm, A S. Nilsson, A G. Nordahl, A Nyström, CT: Raynor                                                                  |
|            | Jugoslavia         | JugoslaviaP Lovrić, P Šoštarić, D Broketa, D Brozović, D Cimermančić, D Jazbinšek, D Jovanović, D Petrović, C Atanacković, C Zl. Čajkovski, C Mihajlović, C Palfi, C Stanković, C Takač, A Bobek, A Že. Čajkovski, A Kacijan, A Matošić, A Mitić, A Tomašević, A Vukas, A Wölfl, CT: Arsenijević                |
|            | Danimarca          | DanimarcaP O. Jensen, P Nielsen, D Bastrup-Birk, D Colberg, D V. Jensen, D Knudsen, D Overgaard, D Petersen, C E. Hansen, C E. K. Jensen, C I. Jensen, C Ørnvold, C Pilmark, A K. A. Hansen, A J. Hansen, A J. W. Hansen, A Lundberg, A Præst, A Pløger, A Seebach, A E. Sørensen, A J. Sørensen, CT: Mountford |
| 4.         | Regno Unito        | Regno UnitoP McAlinden, P Simpson, D Carmichael, D Manning, D McColl, D Neale, C Fright, C Lee, C Letham, C McBain, C Smith, A Aitken, A Amor, A Boyd, A Donovan, A Hardisty, A Hopper, A Kelleher, A Kippax, A McIlvenny, A Phipps, A Rawlings, CT: Busby                                                      |
| 5.         | Corea del Sud      | Corea del SudP Cha S.C., P Hong D.J., D Lee S.D., D Park D.J., D Park K.C., C Choi S.G., C Kim K.H., C Lee Y.H., C Min B.D., A An J.S., A Bai C.G., A Chung K.C., A Chung N.S., A Kim Y.S., A Oh K.W., A Woo Z.W., CT: Lee Y.M.                                                                                 |
| 5.         | Francia            | FranciaP Rouxel, P Schaeffer, D Bienvenu, D Ducousso, D Gianessi, C Colau, C Krug, C Mercurio, C Rabstejnek, C Robert, C Rouellé, A Bottini, A Courbin, A Hebinger, A Hamoutène, A Heckel, A J. Lanfranchi, A M. Lanfranchi, A Paluch, A Persillon, A Strappe, CT: sconosciuto                                  |
| 5.         | Italia             | ItaliaP Casari, P Vanz, D Antonazzi, D Bizzotto, D Giovannini, D Stellin, C Cassani, C Maestrelli, C Mari, C Menegotti, C Neri, C Presca, C Turconi, A Burini, A Caprile, A Cavigioli, A Pandolfini, A Pernigo, CT: Pozzo                                                                                       |
| 5.         | Turchia            | TurchiaP Arman, P Atlıoğlu, D Alyüz, D Erol, D Tosuncuk, C B. Eken, C Saygun, C Torkal, C Özkaya, C Var, A Alpaslan, A R. Eken, A Gülesin, A Keskin, A Kılıç, A Kırcan, A Küçükandonyadis, A Tokaç, A Üreten, CT: Yenal                                                                                         |
| 9.         | Austria            | AustriaP Musil, P Pelikan, D Gerhart, D Happel, D Kowanz, C Brinek, C Gernhardt, C Joksch, C Mikolasch, C Ocwirk, A Durek, A Epp, A Habitzl, A Hahnemann, A Körner, A Melchior, A Stojaspal, A Stroh, CT: Frühwirth                                                                                             |
| 9.         | Repubblica di Cina | Repubblica di CinaP Chang P. R., P Chu C. S., D Hau Y. S., D Nien S. S., D Tze K. H., C Chau M. C., C Kao P. C., C Kwok Y. K., C Lau C. S., C Sung L. S., A Chang K. H., A Chia B. L., A Chu W. K., A Fung K. C., A Ho Y. F., A Lai S. W., A Li T. F., A Yeap C. E., CT: Lee W. T.                              |
| 9.         | Egitto             | EgittoP Hamed, P Imam, D Hamdi, D Hammami, D Sedki, C Abou Habaga, C Bastan, C El-Maati, C Koraitem, A Ad-Diba, A El-Dhizui, A El-Gindy, A El-Mekkawi, A El-Sabbagh, A El-Zamek, A Hafez, A Madkour, A Mekhimar, A Osman, A Sakr, A Shehta, A Soliman, CT: Keen                                                 |
| 9.         | India              | IndiaP Uchil, P Varada Raj, D Manna, D Mohammed, D Varghese, C Ao, C Basheer, C Kaiser, C A. Nandy, C Prasad, C Vajra Velu, A Das, A Dhanraj, A Khan, A Mewalal, A S. Nandy, A Parab, A Raman, CT: Chatterjee                                                                                                   |
| 9.         | Lussemburgo        | LussemburgoP Michaux, P Steffen, D J. Feller, D Pauly, D C. Wagner, C Birtz, C V. Feller, C May, C Schumacher, C R. Wagner, A Gales, A Kettel, A Kremer, A Konter, A Nurenberg, A Paulus, A Rewenig, A Schammel, CT: Hoscheid                                                                                   |
| 9.         | Messico            | MessicoP Carbajal, P Quintero, D Parrales, D Rodríguez Navarro, D Rodríguez Peralta, C Córdoba, C Figueroa, C R. Ruíz, C Thompson, C Villalobos, A Cárdenas, A Cobián, A Garduño, A Mercado, A J. Ruíz, A Sánchez, A Trujillo, CT: Ramírez                                                                      |
| 9.         | Paesi Bassi        | Paesi BassiP Kraak, P Landman, D Alberts, D Schijvenaar, D van Bun, C Beenhakkers, C de Vroet, C Krijgh, C Terlouw, A Appel, A Clavan, A Lenstra, A Rijvers, A Roosenburg, A Schaap, A Stoffelen, A van der Tuijn, A Wilkes, CT: Carver                                                                         |
| 9.         | Stati Uniti        | Stati UnitiP Strimel, D Annis, D Rego-Costa, D Martin, C Bahr, C Colombo, C Ferreira, C Beckman, C Grivnow, A Bertani, A McLaughlin, A Pariani, A E. Souza, A J. Souza, A Valtin, CT: Giesler |
| 17.        | Afghanistan        | AfghanistanP Abdul Ghafoor Assar, D Gharzai, D A. G. Yusufzai, C A. S. Azimi, C Barakzai, C A. A. Kharot, A Afzal, A Abdul Ghani Assar, A M. M. Azimi, A Etemadi, A M. A. Kharot, A Mohammadzai, A Sadat, A Tajik, A Tokhi, A M. S. Yusufzai, CT: sconosciuto                                                   |
| 17.        | Irlanda            | IrlandaP Brennan, P Lawlor, D Glennon, D Richardson, C Barry, C Kavanagh, C O'Grady, A Cleary, A McDonald, A McGonagle, A McLoughlin, A O'Kelly, A Smith, CT: Carey |

## Classifica marcatori
7 reti
- Hansen J.
- Nordahl

5 reti
- Pernigo
- Carlsson
- Rosen

4 reti
- Bobek

3 reti
- Caprile
- Že. Čajkovski
- Wilkes
- Hardisty
- Gren (1 rigore)

2 reti
- Chung Kook-Chin
- Hansen K.A.
- Ploger (1 rigore)
- Præst
- Cavigioli
- Mitić
- Wölfl
- Gales
- Paulus
- Schammel
- Appel
- Liedholm
- Kılıç

1 rete
- Bai Chon-Go
- Choi Song-Gon
- Chung Nam-Sick
- Seebach
- Sørensen
- El Guindy
- Courbin
- Persillon
- Raman
- O'Kelly
- Stellin (1 rigore)
- Turconi
- Mihajlović
- Stanković
- Kettel

- Cárdenas
- Figueroa
- Ruiz
- Roosenburg
- Aitken
- Amor
- Donovan
- Kelleher
- McBain
- McIlvenny
- Gülesin
- Küçükandonyadis
- Saygun